# Julius Reiber
Julius Georg Berthold Reiber (* 12. Juli 1883 in Gießen; † 21. September 1960 in Darmstadt) war ein hessischer Politiker (DDP, RDP, SPD) und ehemaliger Abgeordneter des Landtags des Volksstaates Hessen in der Weimarer Republik.

## Leben
Julius Reiber war der Sohn des Postschaffners Georg Reiber (1852–1902) und seiner Frau Anna geborene Kutt (1856–1935), die aus Oberhessen stammten. Er wuchs in Mainz auf. Dort besuchte er die Volks- und Realschule.
Julius Reiber absolvierte in den Jahren 1900 bis 1903 das Lehrerseminar in Alzey und wurde sodann Lehrer in Mainz. Zunächst unterrichtete er an einer Volksschule und anschließend von Pfingsten 1904 bis Ostern 1912 an der Vorschule des Oster-Gymnasiums (heute: Rabanus-Maurus-Gymnasium). Anschließend war er angestellt an einer Mainzer Volksschule. Er leistete im Ersten Weltkrieg von Februar 1915 bis August 1916 an der Westfront Kriegsdienst: sieben Monate bei Ypern und vier Monate bei Verdun. Nach fünf Monaten in Lazaretten war er gesundheitlich immer noch so beeinträchtigt, dass er aus dem Heer entlassen wurde.
Reiber war seit 1905 im liberalen politischen Lager aktiv. Er trat im Jahr 1918 der Deutschen Demokratischen Partei bei und kämpfte gegen die Bestrebungen, das von französischen Truppen besetzte Gebiet um Mainz in einen Pufferstaat zu verwandeln. Er wurde am 1. Juni 1919 von der französischen Besatzungsbehörde in Mainz verhaftet und nach mehrtägiger Haft nach Darmstadt ausgewiesen.
Er arbeitete ab dem 13. Oktober 1920 als Lehrer an der Volksschule und wurde am 1. April 1922 Rektor der Ballonschule (Gymnasium) in Darmstadt. Im Jahr 1925 wurde er zum ersten Vorsitzenden des hessischen Landeslehrervereins gewählt.
Er wurde am 1. August 1933 vom NS-Regime „wegen politischer Unzuverlässigkeit“ aus dem Schuldienst entlassen und verlor seinen Status als Beamter.
In der NS-Zeit von 1933 bis 1945 übte er verschiedene Tätigkeiten aus. Dazu gehörten u. a. die Vertretung einer Weinhandlung, Versicherungswerber, Mitarbeit in einer kartographischen Kunstanstalt und zuletzt Gehilfe in einer Darmstädter Buchhandlung.
Reiber war seit dem 26. Dezember 1911 mit Katharina geb. Jung verheiratet. Julius Reiber war evangelisch. Der gemeinsame Sohn Kurt (geb. 1914) wurde zum Kriegsdienst eingezogen und gilt seit Februar 1945 als in Ostpreußen vermisst.
Julius Reiber war ein leidenschaftlicher Schachspieler. Er gehörte im Jahr 1909 zu den Gründern des Mainzer Schachvereins 1909 (heute: Schachabteilung 09 des TSV Schott Mainz) und war bis zu seiner Ausweisung 1919 dessen 1. Schriftführer.

## Politik
Julius Reiber war Mitglied der DDP und für diese vier Wahlperioden lang von Januar 1919 bis November 1931 Mitglied des Hessischen Landtags. Im Landtag war Reiber langjähriger Fraktionsvorsitzender der DDP. Auf Antrag von ihm und Wilhelm Henrich stiftete der Landtag am 8. August 1922 den Georg-Büchner-Preis.
Die Fusion der DDP zur Deutschen Staatspartei führte zu einer Zerreißprobe. Als Vertreter des linken Flügels seiner Partei schloss Julius Reiber sich gemeinsam mit Johann Eberle 1931 der Radikaldemokratischen Partei an. Bei den Landtagswahlen 1931 erreichte die Radikaldemokratische Partei nur 0,6 % der Stimmen und verfehlte den Einzug in den Landtag. Damit konnte auch Julius Reiber sein Mandat nicht verteidigen. In der Zeit des Nationalsozialismus konnte er seine politische Arbeit nicht fortsetzen. Noch im Jahr 1933 wurde er Mitglied der SPD.
Im März 1945 wurde er zum kommissarischen Bürgermeister der Stadt Darmstadt ernannt. Seine Aufgabe war u. a. der Aufbau des Schulwesens in Darmstadt. Im Juli 1946 wurde er von der Gemeindevertretung in dieses Amt gewählt. Ab 1948 war er im Stadtrat tätig. In den Jahren 1952 bis 1956 war er Stadtverordnetenvorsteher und von 1951 bis 1958 erster Präsident des Heinerfests.

## Ehrungen
Für seine Verdienste erhielt er den Großen Verdienstorden der Bundesrepublik Deutschland.
Die Julius-Reiber-Straße (früher: Lagerhausstraße) in Darmstadt ist nach ihm benannt. Er liegt in einem Ehrengrab der Stadt Darmstadt auf dem Alten Friedhof (Grabstelle: II N 177).